# Бриоско
Бриоско (итал. Briosco) је насеље у Италији у округу Монца и Бријанца, региону Ломбардија.
Према процени из 2011. у насељу је живело 2906 становника. Насеље се налази на надморској висини од 273 м.

## Становништво
| 1931. | 1936. | 1951. | 1961. | 1971. | 1981. | 1991. | 2001. | 2011. |
| ----- | ----- | ----- | ----- | ----- | ----- | ----- | ----- | ----- |
| 3.145 | 3.178 | 3.524 | 4.091 | 4.229 | 4.850 | 5.252 | 5.615 | 5.966 |